# Скрантон (Канзас)
Скрантон (англ. Scranton) — місто (англ. city) в США, в окрузі Осейдж штату Канзас. Населення — 653 особи (2020).

## Географія
Скрантон розташований за координатами 38°46′41″ пн. ш. 95°44′28″ зх. д. / 38.77806° пн. ш. 95.74111° зх. д. (38.778035, -95.741083).  За даними Бюро перепису населення США в 2010 році місто мало площу 2,77 км², з яких 2,76 км² — суходіл та 0,01 км² — водойми.

## Демографія
Згідно з переписом 2010 року, у місті мешкало 710 осіб у 265 домогосподарствах у складі 189 родин. Густота населення становила 256 осіб/км².  Було 297 помешкань (107/км²).
Расовий склад населення:
| - 97,6 % — білих - 0,6 % — азіатів - 0,4 % — корінних американців |

До двох чи більше рас належало 0,6 %. Частка іспаномовних становила 2,4 % від усіх жителів.
За віковим діапазоном населення розподілялося таким чином: 30,3 % — особи молодші 18 років, 55,2 % — особи у віці 18—64 років, 14,5 % — особи у віці 65 років та старші. Медіана віку мешканця становила 36,8 року. На 100 осіб жіночої статі у місті припадало 95,1 чоловіків;  на 100 жінок у віці від 18 років та старших — 96,4 чоловіків також старших 18 років.
Середній дохід на одне домашнє господарство  становив 53 219 доларів США (медіана — 49 167), а середній дохід на одну сім'ю — 57 810 доларів (медіана — 50 547). Медіана доходів становила 37 875 доларів для чоловіків та 28 000 доларів для жінок. За межею бідності перебувало 10,9 % осіб, у тому числі 15,8 % дітей у віці до 18 років та 5,4 % осіб у віці 65 років та старших.
Цивільне працевлаштоване населення становило 321 осіб. Основні галузі зайнятості: роздрібна торгівля — 18,4 %, освіта, охорона здоров'я та соціальна допомога — 18,4 %, будівництво — 9,0 %, виробництво — 6,9 %.